# Meral Konrat
Meral Konrat (n. 11 martie 1963, Karaman, Turcia) este o actriță, cântăreață și prezentatoare turcă.

## Biografie
Meral Konrat s-a născut într-o familie de tătari crimeeni. A studiat la Universitatea Marmara⁠(d), Facultatea de Arte Plastice. Deși inițial s-a înscris la catedra Arhitectură și Design interior, a trecut la cinematografie în urma filmării în câteva reclame.
Pe lângă actorie, artista are experiență de model, prezentatoare, regizoare de videoclipuri muzicale, producătoare și scenaristă; de asemenea, a lansat un album intitulat Itiraf Ediyorum. A prezentat emisiunea „Vitrin” la canalul TGRT⁠(d) în anii 1994-2004, un program matinal la Karadeniz TV⁠(d) și alte proiecte televizate.
Konrat a candidat pe listele Partidului Tineretului⁠(d) la funcția de primar al Şişli⁠(d) (raion al Istanbulului) în cadrul alegerilor locale din Turcia din 2004⁠(d), dar a pierdut în favoarea lui Mustafa Sarıgül⁠(d).

## Filmografie

### Ca actriță
- 1988: Üçüncü Göz⁠(d)
- 1988: Belalı Gelin
- 1989: Allah'ım Sen Bilirsin⁠(d)
- 1989: Doktorlar
- 1989: Gülbeyaz
- 1989: Oyunun Sonu
- 1989: İsa, Musa, Meryem⁠(d)
- 1990: Yalı
- 1991: Karanlığın Sonu
- 1992: Anasının Kızı
- 1992: Sarı Çiçek Sokağı
- 1993: Arayış
- 1993: İşgal Altında
- 1993: Kederli Yıllar
- 1993: Tahmina⁠(d)
- 1993: Baharda Solanlar
- 1994: Kadere 45 Var
- 1994: Oy Deposu
- 1995: Kader
- 1995: Keşişme
- 1995: Kader
- 1996: Solan Gül[4]
- 1998: Yaz Aşkım
- 1998: Aşk ve Barış
- 1998: Bahar'la Umut
- 1998: Yaz Aşkım
- 2003: Elveda
- 2004: Derya Geyiği
- 2005: Zehir ve Şifa
- 2012: Barınak

### Ca producătoare
- 1995: Kader
- 1996: Solan Gül[4]
- 1998: Aşk ve Barış
- 1998: Yaz Aşkım

## Premii
- 1988: ediția a doua a Festivalului de Film de la Ankara – premiul „cea mai promițătoare tânără actriță” pentru Üçüncü Göz⁠(d)